# Pichetti
Jaci Luis Pichetti (Anchieta, 27 de agosto de 1968) é um ex-futebolista brasileiro que atuou como atacante.

## Carreira
Foi vice-campeão brasileiro pelo Botafogo em 1992.
Disputou o Campeonato Carioca de 1993 pelo America.
Chegou no Esporte Clube Vitória em 1993. Fez parte do ataque do “Brinquedo Assassino” de 1993 junto ao ponta-direita Alex Alves e ao atacante de centro Claudinho, quando marcou 7 gols em 22 jogos disputados naquele ano. Foi até a final daquele Campeonato Brasileiro com o Vitória, que ficara com a vice colocação.
Permaneceu no Vitória em 1994, quando disputou o Campeonato Baiano e novamente o Brasileirão. Transferindo-se apenas em 1995 para o Paraná Clube após conquistar o estadual pelo Leão.
Passou ainda por Botafogo-RP, Santa Cruz, Araçatuba e Guarani.
“Passei por uma cirurgia de risco no joelho em 1999. E sabia que minha carreira poderia acabar naquele momento, o que realmente aconteceu”, disse o ex-jogador ao site Terceiro Tempo.
Atualmente, trabalha como auxiliar-técnico após realizar um curso de dois anos para formação de treinadores. Já esteve no América do Rio de Janeiro, Cabofriense, CFZ e Volta Redonda, onde chegou em 2008.